# 2771 км
2771 км — населённый пункт (тип: железнодорожный остановочный пункт) в Кормиловском районе Омской области России. Входит в состав Георгиевского сельского поселения.

## География
Населённый пункт находится в юго-восточной части региона, в лесостепной зоне, в пределах Барабинской низменности, к югу от реки Омь, при железнодорожной линии Карбышево I — Татарская, на расстоянии примерно 10 километров (по прямой) к востоку от посёлка городского типа Кормиловка, административного центра района.
Уличная сеть населённого пункта состоит из одной улицы (ул. Железнодорожная).
Абсолютная высота — 105 метров над уровнем моря.

### Часовой пояс
Железнодорожный остановочный пункт 2771 км, как и вся Омская область, находится в часовой зоне МСК+3. Смещение применяемого времени относительно UTC составляет +6:00.

## История
Населённый пункт появился при строительстве железной дороги. В селении жили семьи тех, кто обслуживал железнодорожную инфраструктуру.

## Население
| 2010 |
| ---- |
| 6    |

### Гендерный состав
По данным Всероссийской переписи населения 2010 года в гендерной структуре населения мужчины и женщины составляли по 50 %.

### Национальный состав
Согласно результатам переписи 2002 года, в национальной структуре населения русские составляли 100 % из 18 человек.

## Инфраструктура
Основа экономики — обслуживание путевого хозяйства Западно-Сибирской железной дороги. Действует платформа 2771 км.

## Транспорт
Доступен железнодорожным транспортом.
В пешей доступности — федеральная трасса Р-254 Иртыш.